# Sông Bang Pa Kong
Bang Pa Kong (tiếng Thái: แม่น้ำบางปะกง) là một con sông ở phía Đông Thái Lan. Sông này bắt nguồn tại hợp lưu của sông Nakhon Nayok và sông Prachinburi tại Pak Nam Yotaka ở huyện Ban Sang, tỉnh Prachinburi. Sông chảy vào Vịnh Thái Lan ở mũi phía Đông Bắc của Vịnh Bangkok. Lưu vực của sông Bang Pa Kong khoảng 17.000 km².